# Яромасска
Ярома́сска (Яромаска, рос. Яромасска, Яромаска) — річка в Сарапульському районі та Сарапульському міському окрузі Удмуртії, Росія, права притока Ками.
Річка починається на північний захід від села Дикуші, на кордоні із Зав'яловським районом. Протікає спочатку на схід, потім повертає на південний схід, нижня течія спрямлена на північний схід і є кордоном між районом та містом Сарапул. Береги у верхній частині стрімкі, в середній та нижній течії місцями заліснені.
Річка приймає декілька дрібних приток:
- праві притоки — Смоленка, Мала Річка, Паніха, Конокрадка;
- ліві притоки — Грестоватка, Осиновка.

На річці розташовані присілки Дев'ятово, Смоліно, в гирлі знаходяться село Яромаска на лівому березі та мікрорайон Сарапула Котово на правому.